# Sigrdrífumál

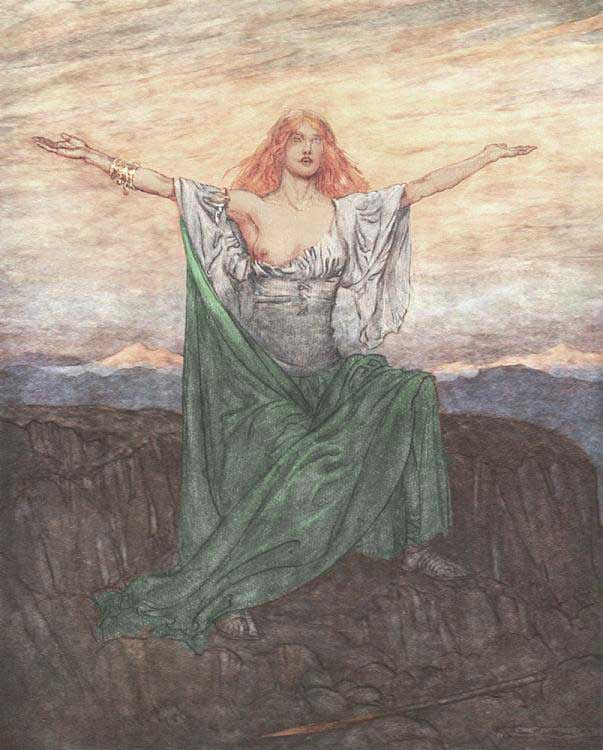
Despertant del seu somni, Sigrdrífa saluda el dia, la nit, els déus i deesses. Il·lustració d'Arthur Rackham.

Sigrdrífumál o Brynhildarljóð és un dels poemes heroics de l'Edda poètica que relata la trobada de la valquíria Sigrdrífa amb l'heroi Sigurðr. En la seua major part consisteix dels consells que li dona Sigrdrífa, incloent críptiques referències a la mitologia nòrdica i runes màgiques. La mètrica de l'obra és fornyrðislag.
El començament del poema va ser conservat en el Codex Regius, on ve a continuació del Fáfnismál. El final es troba en vuit fulles que es van perdre del manuscrit però va ser preservat en còpies posteriors. La Saga völsunga descriu l'escena i conté alguns versos.

## Pregària pagana
Henry Adams Bellows declarà en el seu comentari que les estrofes 2-4 són «bones com res en la poesia nòrdica antiga» i aquestes tres estrofes constitueixen la base de gran part del tercer acte en l'opera Sigfried de Richard Wagner (la quarta estrofa esmentada per Bellows no es mostra ací, ja que és una reconstrucció de la prosa que no apareix com a estrofa en les edicions nòrdiques antigues):
| Heill dagr! Heilir dags synir! Heil nótt ok nift! Óreiðum augum lítið okkr þinig ok gefið sitjöndum sigr! - Heilir æsir! Heilar ásynjur! Heil sjá in fjölnýta fold! Mál ok mannvit gefið okkr mærum tveim ok læknishendr, meðan lifum. | 2. Hola, dia! Hola, fills del dia! I a la nit i sa filla ara! Mira'ns ací amb ulls d'amor, que esperant ens sortirem victoriosos. - 3. Hola als Déus! Vosaltres Deesses, hola, i tota la terra generosa! Dona'ns saviesa i bon discurs, mans guaridores, llarga vida. |  |

L'última estrofa és l'única oració als déus nòrdics que ha sobreviscut al procés de cristianització.